# Comtesse des Ténèbres
Cet article concerne l'énigme historique. Pour le roman de Juliette Benzoni, voir La Comtesse des ténèbres.

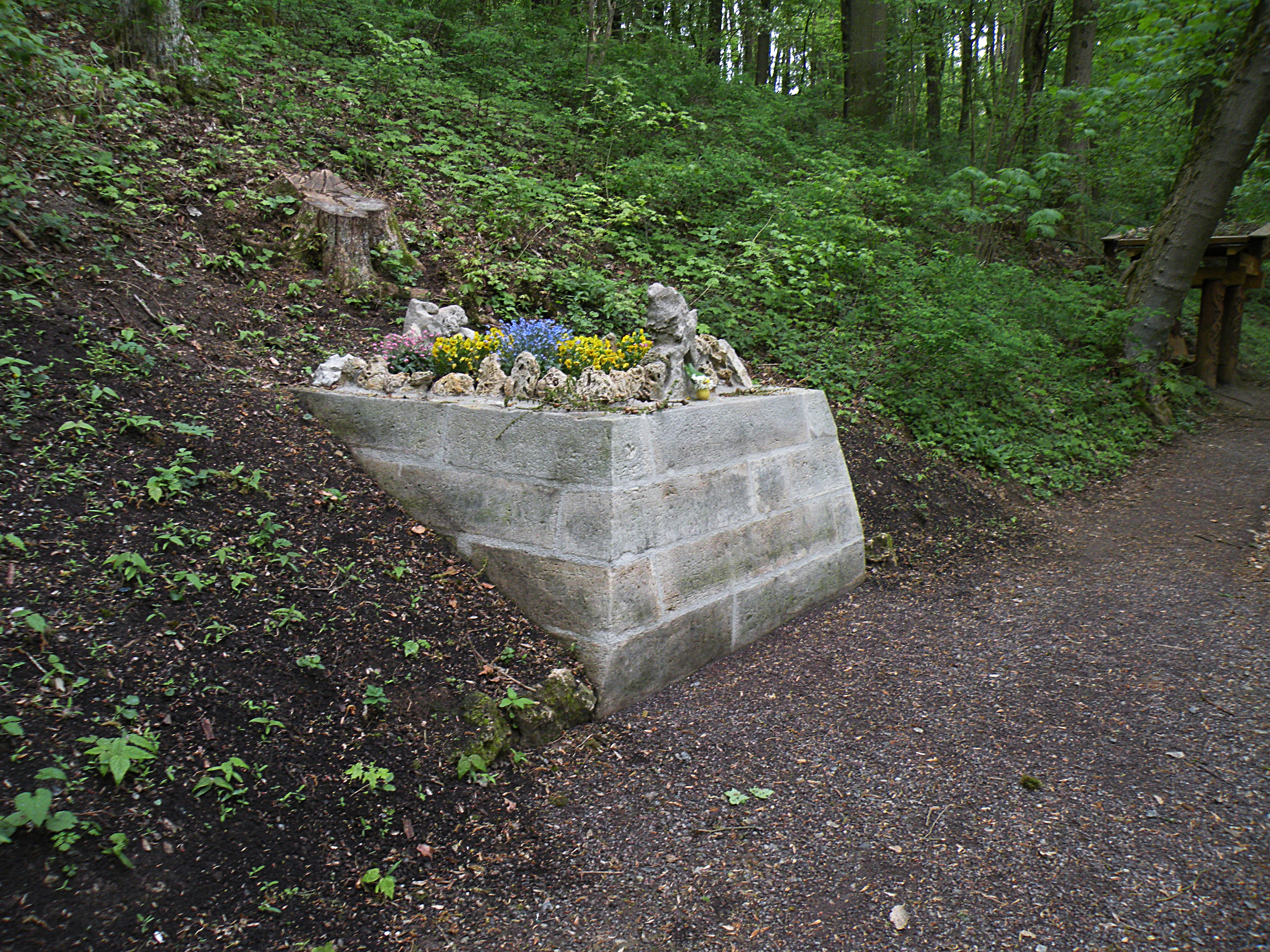
Le tombeau de la comtesse des Ténèbres dans le parc du château d’Eishausen à Hildburghausen (Allemagne, Thuringe).

La « comtesse des Ténèbres (Dunkelgräfin) » est une femme dont l'identité demeure à ce jour inconnue, et qui vécut, vêtue de noir et voilée, à Hildburghausen (duché de Saxe-Hildburghausen, aujourd'hui en Thuringe) de 1807 à sa mort le 25 novembre 1837 ; son comportement et la dissimulation de son visage sont à l'origine de diverses théories sur son identité. Personne ne connaissait cette identité, mais comme elle était toujours voilée, elle fut surnommée « la Comtesse des Ténèbres ».
Cette énigme fut pendant longtemps liée à Marie-Thérèse de France, fille de France, alias Madame Royale, fille aînée du roi de France Louis XVI et de la reine Marie-Antoinette d’Autriche. L’identité de Marie-Thérèse et de la duchesse d’Angoulême fut cependant discutée par de nombreux historiens, arguant que les deux facettes de la princesse seraient en réalité deux femmes différentes. Dès le XIXe siècle, dans des familles souveraines d'Allemagne, apparaît en effet la rumeur selon laquelle une substitution aurait permis à Marie-Thérèse de se retirer du monde, tandis qu’une autre personne aurait pris sa place auprès de Louis XVIII et au sein de la famille royale. Marie-Thérèse aurait été placée sous la protection d’un diplomate hollandais, Leonardus Van der Valck dit « Vavel de Versay » et aurait vécu en sa compagnie, sous le nom de « comtesse des Ténèbres », tout d’abord à Hildburghausen, puis au château d’Eishausen à 7 kilomètres d'Hildburghausen jusqu’à sa mort en 1837.
Si de nombreux éléments semblaient accréditer cette thèse, défendue par certains historiens, les analyses génétiques ont démontré qu'il ne pouvait y avoir identité de personnes entre la Comtesse des Ténèbres et Madame Royale ; l’énigme n’a cependant toujours pas, à ce jour, été résolue.

## Le mystère d’Hildburghausen
En 1803, apparaît en Allemagne un couple étrange. La femme est totalement vêtue de noir, le visage dissimulé d’un épais voile noir, avec un compagnon et un cocher (nommé Scharre) qui lui témoignent un immense respect. L’homme, quant à lui, se fait appeler le « comte Vavel de Versay » mais il n’est pas allemand puisqu’il s’agit en réalité d’un Hollandais du nom de Leonardus Cornelius Van der Valck, né le 22 septembre 1769 à Amsterdam, fils d’Adrianus Van der Valck et de Maria Johanna van Moorsel, dont le cursus l’a mené à être secrétaire à l’ambassade de Hollande à Paris de juillet 1798 à avril 1799.
Lors de l'inventaire effectué à sa mort, on constatera que le linge de la « dame » était brodé de fleurs de lys. Cette « dame » est habillée de vêtements noirs, de voiles sombres et de gants foncés, ce qui lui vaut — et aujourd’hui encore — le surnom de « comtesse des Ténèbres » (en langue allemande, Dunkelgräfin) donné par Karl Kühner, fils du pasteur Heinrich Kühner avec lequel le comte Vavel de Versay avait entretenu une correspondance fournie.

### Résidences itinérantes (des années 1790 à 1807)
En juin 1803, le couple arrive à Ingelfingen, petite principauté des princes de Hohenlohe située dans le Wurtemberg auquel elle fut plus tard incorporée (des recherches menées par les historiens ont établi que le comte était très lié à la famille Hohenlohe-Bartenstein). Il reçoit un abondant courrier, entretenant notamment une correspondance nourrie avec la princesse Charlotte de Rohan-Rochefort, épouse du duc d’Enghien, qui demeure à Ettenheim (duché de Bade).
Le 17 mars 1804, au lendemain de l’arrestation du duc d’Enghien, le couple quitte précipitamment Ingelfingen puis se réfugie en Wurtemberg. Le comte et la « dame » résideront quelque temps à Gerlingen, non loin de Stuttgart.
En 1806, le couple séjourne dans un château isolé près de Leyde, en Hollande.

### Résidence à Hildburghausen (1807-1845)
Le 7 février 1807, le mystérieux couple s’installe à Hildburghausen, en Thuringe, où il bénéficie de la protection des souverains locaux, le duc Frédéric Ier de Saxe-Hildburghausen et son épouse, Charlotte de Mecklembourg-Strelitz, nièce de l'amie d'enfance de Marie-Antoinette. La duchesse Charlotte s’intéresse personnellement au couple, facilitant leur logement successivement chez divers notables de la ville (« Hôtel d’Angleterre », pavillon ducal, maison Radefeld).
La vie quotidienne du couple est organisée autour de la protection de la dame : nul ne doit l’approcher, ni tenter de voir son visage qu’elle dissimule sous d’épais voiles noirs. Johanna Weber, la cuisinière attachée au couple à Eishausen, se voit interdire l’accès aux pièces de la maison autres que la cuisine. Le couple effectue de nombreuses promenades en voiture.

#### Installation à Eishausen
En 1810, la couronne d’Hildburghausen hérite des biens du baron de Hessberg, parmi lesquels figure le château d’Eishausen, situé à sept kilomètres d’Hildburghausen. Le 14 octobre 1810, ce château est loué, par l’administration des Domaines, au sénateur Andreae qui le sous-loue au comte Vavel de Versay. Le bail du château sera renouvelé chaque année jusqu’à la mort du comte en 1845, avec l’autorisation des souverains successifs.
Le château ressemblait aux propriétés seigneuriales : une grande maison à trois niveaux, un bloc carré et massif auquel on pénètre par deux perrons. Il était situé près de la grand-route de Cobourg, au-delà de la rivière Rodach, à l’extrémité du village ; une allée de marronniers — qui existe encore — menait du château au presbytère. En 1873, lors de sa démolition, on découvrira un souterrain partant des caves du château et aboutissant à un bois, situé non loin de là… Ce souterrain, qui fut bouché lors des travaux de démolition, aurait permis à la famille ducale d’Hildburghausen de rendre anonymement visite au couple (hypothèse non prouvée - la famille régnante n'a jamais visité le couple à Hildburghausen, encore moins à Eishausen).
Le couple résidera définitivement à Eishausen, pratiquement coupé du monde, et selon un train de vie princier avec par exemple des vins de grands crus, des liqueurs, des toilettes de Paris, de l’agneau pascal, des légumes de Bamberg.
La dame loge au second étage du château, dans un appartement donnant à l’est et au sud tandis que le comte loge dans un autre appartement, ouvrant au nord et au sud ; elle ne sort presque jamais, sauf pour se promener dans un enclos près du château.
En 1826, à la suite de la réorganisation des duchés saxons, le duché d’Hildburghausen est incorporé au duché de Saxe-Meiningen : les nouvelles autorités reprendront à leur compte les mêmes mesures de protection envers le comte Vavel de Versay et sa compagne que celles prises précédemment en s’abstenant, notamment, de vérifier leurs papiers.

#### Décès de la «Dunkelgrafin»
La dame décède le 25 novembre 1837, au château d’Eishausen, sans prêtre ni médecin, veillée seulement par Vavel de Versay. Elle est inhumée — civilement — trois jours plus tard au Jardin de la Montagne, petite colline surplombant Hildburghausen. La cause de son décès est inconnue. La tombe sera ouverte le 8 juillet 1891 et les restes seront identifiés comme étant ceux d’une femme.
Le docteur Lommler, chargé d’établir le certificat de décès, affirma que la défunte devait avoir une soixantaine d’années et que son visage présentait une ressemblance frappante avec celui de la reine Marie-Antoinette. Grâce à une discrète intervention du duc Bernard Erich de Saxe-Meiningen-Hildburghausen, l’ensemble des biens de la succession, principalement des effets vestimentaires, fut remis au comte Vavel de Versay.

#### Décès du «Dunkelgraf»
Le comte Vavel de Versay décède le 8 avril 1845 et est inhumé au cimetière d’Eishausen.
L’examen de ses papiers personnels, après son décès, révèlera l’identité de la « dame » : Sophie Botta, 58 ans, célibataire, ayant des origines westphaliennes ; en dépit des minutieuses recherches effectuées par les historiens français et allemands, il ne fut retrouvé aucune trace de Sophie Botta dans les registres de Westphalie.

## Une affaire d’identité
Le mystère d’Hildburghausen repose sur une double question essentielle : qui pouvait être cette « dame » et pourquoi fut-elle volontairement recluse loin du monde dans ces conditions ? Sur ces points, les historiens qui ont étudié l’« affaire » tiennent pour acquis les éléments suivants :
- l’énigme de Hildburghausen consiste en un secret de très grande importance et qui devait être gardé à tout prix ;
- l’objet de ce secret était la « dame » qui était née vers 1778 ;
- le couple ducal de Hildburghausen connaissait l’identité de l’étrangère et savait par conséquent les raisons de sa retraite ;
- la dame n’était pas séquestrée contre sa volonté par son compagnon ;
- les moyens extraordinaires employés pour garder ce secret en soulignent l’importance.

### L'hypothèse de Marie-Thérèse de France
L'identité de la Comtesse des Ténèbres et de Marie-Thérèse de France a été, pendant plus d'un siècle, le cœur de l'énigme ; les analyses ADN ont aujourd'hui complètement écarté cette hypothèse, depuis longtemps réfutée par de nombreux témoins et historiens.

#### Faits et présomptions
Selon certains historiens, plusieurs éléments peuvent accréditer la thèse selon laquelle cette mystérieuse femme était Marie-Thérèse de France, fille de Louis XVI :
- Physiquement

Malgré l’épais voile noir qui le dissimulait, le visage de la comtesse fut aperçu à deux reprises, outre le fait qu’il fut exposé au regard de ceux qui assistèrent à ses obsèques. Tous ceux qui le virent, et qui furent ultérieurement mis en présence de portraits de la reine Marie-Antoinette ou de portraits de Marie-Thérèse peints avant 1795, jurèrent de bonne foi qu’ils reconnaissaient, en ces deux femmes, les traits de la mystérieuse comtesse.
Les faits physiologiques sont en effet particulièrement troublants : autant Marie-Thérèse et la comtesse des Ténèbres présentaient de grandes similitudes physiologiques avec Marie-Antoinette, autant la duchesse d’Angoulême ressemblait indubitablement à Louis XVI et ne présentait aucune des caractéristiques physiques de Marie-Antoinette.
- Psychologiquement

La duchesse d’Angoulême adoptera, sous la Restauration, une attitude qui ne sera pas sans rebuter tous les anciens familiers de Versailles : rejetant systématiquement tout souvenir de Marie-Antoinette (dont elle refusera d’honorer la mémoire), elle exclut systématiquement de la Cour et de son entourage toutes les personnes qui, avant la Révolution, avaient fréquenté la famille royale. Son caractère s'inscrira en contradiction avec tous les principes d’éducation et de bonté inculqués par Louis XVI et Marie-Antoinette à leurs enfants.
De nombreux graphologues ont comparé les lettres écrites par Marie-Thérèse pendant sa captivité au Temple, avec celles écrites ultérieurement par la duchesse d’Angoulême et ont conclu que ces lettres ne pouvaient émaner de la même personne.[réf. nécessaire]
- Matériellement

De nombreux éléments de la vie de la comtesse, à Eishausen, indiquent son appartenance à une famille royale, voire sa proximité avec la maison de Bourbon : linge marqué de fleurs de lis, train de vie particulièrement élevé, et surtout protection systématique et pointilleuse des autorités : d’abord, de la part de la famille ducale de Saxe-Hildburghausen puis, à partir de 1826, de la part de la famille grand-ducale de Saxe-Meiningen-Hildburghausen.
Un certain nombre d'éléments semblaient donc indiquer que la duchesse d’Angoulême ne pouvait, ni physiquement, ni psychologiquement, être Marie-Thérèse de France. En revanche, de lourdes présomptions pesaient sur l’identité entre cette dernière et la « comtesse des Ténèbres », accentuées par le contenu des correspondances entre les diverses maisons régnantes d’Allemagne (Saxe-Meiningen-Hildburghausen, Saxe-Altenbourg, Mecklembourg-Schwerin, Wurtemberg, Hanovre), la plupart de ces familles étant convaincues que la « comtesse des Ténèbres » était la fille légitime de Louis XVI et de Marie Antoinette. Si tous les documents ont été détruits avec soin, c’est que la révélation de la vérité aurait risqué de bouleverser l’Europe, en contrecarrant de trop grands intérêts. Cette position fut également confirmée par les descendants naturels du duc de Berry, fils de Charles X.[réf. nécessaire]

#### La théorie de la substitution de personnes
L’identité de Marie-Thérèse de France et de la « comtesse des Ténèbres » ne peut se fonder que sur une substitution de personnes : au lieu d’être remise à l’Autriche en échange de prisonniers français, le 26 décembre 1795, Marie-Thérèse se serait vu substituer une autre personne sur le chemin entre Bâle et Vienne, qui aurait alors pris sa place à la cour d’Autriche, puis au sein de la famille royale de France.
Le Registre des Enfants de France indique qu’une certaine « Ernestine Lambriquet » a été élevée avec Marie-Thérèse : les deux fillettes, nées à quelques mois d’intervalle, sont élevées comme des jumelles ; en toutes circonstances, Ernestine est aux côtés de Marie-Thérèse et bénéficie du même train de vie et des mêmes dépenses (pension, robes, appartement, éducation) que la princesse. Les Archives nationales témoignent ainsi que Marie-Philippine Lambriquet recevra une pension annuelle, laquelle sera à sa mort reversée à sa fille. C’est Ernestine Lambriquet qui aurait été substituée à Marie-Thérèse, avant l’échange de Huningue, et serait devenue duchesse d’Angoulême. Louis XVIII et Charles X auraient été, bien entendu, informés et auraient joué le jeu, ce qui explique pourquoi la fausse Marie-Thérèse aurait été mariée à son cousin Louis-Antoine, futur prétendant Louis XIX, lequel était en outre incapable de procréer.
Les raisons de la substitution étaient inconnues : selon certains, Marie-Thérèse aurait voulu se retrancher du monde pour vivre dans le souvenir de ses parents ; on a pu également envisager une forme de neurasthénie plus ou moins aiguë, un délabrement nerveux, ou encore un déséquilibre psychologique grave, consécutif aux graves traumatismes subis en pleine adolescence, pendant ses années d’emprisonnement et de terreur ; selon d’autres, elle aurait été écartée du monde pour que l’on puisse s’assurer de son silence quant à l’évasion de Louis XVII.
Lors du voyage de Madame Royale vers Vienne, le prénom écrit sur son passeport était Sophie : elle était désignée comme Sophie Méchain, nom du gendarme qui l'accompagnait et la faisait passer pour sa fille.

#### Réfutation
Divers éléments sont cependant venus réfuter la thèse de la substitution de personnes et écarter l’hypothèse selon laquelle la « comtesse des Ténèbres » et Madame Royale ne seraient qu’une seule et même personne.
Le comte de Fersen confirme et reconnaît bien Marie-Thérèse comme la fille de Louis XVI et Marie Antoinette.
Monsieur Hue, fidèle serviteur de la famille royale, confirma également l’identité de Marie-Thérèse, de même que Pauline de Tourzel, amie d'enfance, et sa mère, Madame de Tourzel, ancienne gouvernante royale à Versailles, qui suivirent la famille royale de Versailles aux Tuileries.
Aussi, l’attitude de la duchesse d’Angoulême sous le Consulat et le Premier Empire confirme-t-elle son éducation royale. Une correspondance importante avec les différentes cours européennes mais aussi des membres de la famille royale atteste l’importance du rôle de la « Nouvelle Antigone » dans la politique de retour au trône des Bourbons. Tant son rôle que sa stratégie politique sous la restauration prouvent l’origine de sa naissance. Pour des raisons politiques et d'expansion de la sphère d’influence de l’Autriche, l’empereur François II du Saint-Empire souhaitait marier l’archiduc Charles avec sa cousine Marie-Thérèse, et l’empereur des Français, bien informé, aurait sans nul doute refusé un tel mariage. [réf. nécessaire]
L’hypothèse selon laquelle Ernestine Lambriquet serait la fille de Louis XVI et de Marie-Philippine Lambriquet, choisie pour « tester » le bon résultat de l’opération du phimosis du roi, se heurtait, en outre, à un obstacle de taille : contrairement à une légende tenace, Louis XVI n’a jamais été opéré d’un phimosis, puisqu’il n’en était pas atteint, ce que les historiens Paul et Pierrette Girault de Coursac, dans leur important ouvrage Louis XVI et Marie-Antoinette : vie conjugale-vie politique (1990), puis l’historienne Simone Bertière, dans son ouvrage Marie-Antoinette, l’insoumise, ont définitivement prouvé[réf. nécessaire].

### Les autres hypothèses
En marge de l'hypothèse de Marie-Thérèse de France, d'autres candidatures ont été avancées :
- Sophie Botta

Nom donné par le comte Vavel de Versay au décès de la « dame ». Malgré des recherches approfondies, il ne fut trouvé nulle trace d’une telle personne dans les registres de Westphalie. Aucune famille de Westphalie n’a d’ailleurs porté ce nom. Cependant, plusieurs Botta apparurent ensuite, dont un commerçant qui séjourna à Hildburghausen entre 1793 et 1805.
- Une princesse de Condé

L’identité fut révélée par la reine Marie de Hanovre, (fille de Joseph Ier de Saxe-Altenbourg, petite-fille de Frédéric Ier de Saxe-Hildburghausen et de Charlotte de Mecklembourg-Strelitz) à sa dame de compagnie, Mme von Heimbruch.
- Sophie von Botta, fille de l'empereur Joseph II, frère de Marie-Antoinette d'Autriche, et de son épouse morganatique la Comtesse Wilhelmine von Botta. Cette hypothèse trouve son fondement dans les Mémoires de la baronne d'Oberkirch[5], qui précise que cette fille vivant coupée du monde à la cour de Versailles était « le portrait frappant et calqué de sa tante Marie-Antoinette. Plus tard, quand les soucis du gouvernement eurent un peu détourné Joseph de la jeune comtesse, la reine la fit venir à Versailles, elle y est encore. Elle habite, dans le parc même, une petite maison, donnée autrefois à la duchesse de Gramont. Elle y est seule avec sa gouvernante et ses domestiques. La reine et Madame Royale la voient souvent ; du reste, elle ne sort point et ne voit personne. On dit que Sa Majesté veut la doter et la marier richement ». Si la jeune fille fut élevée à Versailles, son trousseau lui fut fourni par la Couronne, et donc marqué aux fleurs de lys ; elle garda sûrement quelques souvenirs de son enfance à Versailles. Après la mort de Joseph II, et bien qu'issue d'un mariage morganatique, la jeune femme serait devenue son héritière légitime, situation qui déplaisait fort à la Cour de Vienne, et surtout à l'Empereur François II.

## La résolution partielle de l’énigme
Ce n’est qu’en mai 2012 qu’une radio d’Allemagne centrale annonce la mise en place d’un projet pour la résolution définitive de l’énigme autour de la « comtesse des Ténèbres ». En effet, la radio Mitteldeutscher Rundfunk (MDR) de Thuringe (la MDR de Thuringe), station d’émission du pays de Thuringe préparait un travail autour du cas de « Madame Royale », Marie-Thérèse de France.
Le projet scientifique interdisciplinaire a été initié à Hildburghausen dans le cadre de la résolution définitive de l’énigme autour de la « comtesse des Ténèbres » avec le même noyau d’auteurs et de scientifiques ayant travaillé sur le projet MDR « Le code de Schiller de Friedrich » afin de mettre un terme aux spéculations affirmant que la comtesse des Ténèbres serait en réalité la fille de France « Madame Royale », Marie-Thérèse de France, fille de Louis XVI et de Marie Antoinette.
À cet effet, les comparaisons de portrait anthropologiques ainsi que les analyses génétiques ont été réalisées par l’équipe scientifique sur les dépouilles de la dauphine (anciennement duchesse d'Angoulême) dans le cloître Kostanjevica à Nova Gorica (Slovénie) et de la comtesse des Ténèbres à Hildburghausen. Bien que le tombeau eût déjà été ouvert en 1887, la ville d’Hildburghausen avait exprimé jusqu’ici des scrupules à l’égard de tels examens. Elle a cependant été intégrée dans ce projet et après avoir levé une décision de 2004, s’est montrée disposée à coopérer le 27 juin 2012, et d’accord avec l’exhumation des restes mortels pour un examen.
« Wir möchten die Geschichte der Dunkelgräfin aufklären: Ist sie wirklich Madame Royal oder irgend eine andere Frau. »
— Eva Hempel, rédactrice responsable à la MDR de Thuringe dans In Südthüringen.
        
« Nous voudrions éclaircir l’histoire de la comtesse des Ténèbres : s'agit-il bien de Madame Royale, ou d’une autre femme ? »
Les résultats des tests ADN ont été publiés le 28 juillet 2014, révélant que la Comtesse des ténèbres ne pouvait être Madame Royale : l'ADN de la Comtesse était manifestement incompatible avec celui des Bourbons. Si l'hypothèse de Madame Royale est ainsi refermée, les autres candidatures ne sont pas encore écartées.
Le professeur Sabine Lutz-Bonengel de l’institut médico-légal du centre hospitalo-universitaire de Fribourg a cependant indiqué avoir trouvé une séquence d’ADN rare, grâce à laquelle les scientifiques ont toutes les chances de trouver le lien de parenté maternel de la Comtesse des Ténèbres. Le professeur Ursula Wittwer-Backofen de l’institut d’anthropolgie de l’université à Fribourg a également donné un visage à la Comtesse des Ténèbres, en reconstituant la physionomie du crâne qui avait été trouvé dans la tombe d'Hildburghausen, parvenant à la conclusion selon laquelle les proportions du visage reconstitué ne ressemblent pas aux portraits de Marie-Thérèse. 
Il est à noter que le visage présenté ressemble plutôt à un visage d'homme et que la scientifique s'est servie comme base du personnage en cire de Madame Royale à Londres et qu'elle n'a jamais pris en compte aucun portrait, ni dessin originaux de Marie Antoinette.